# HMS Triumph (N18)
El HMS Triumph (N18) va ser un submarí de classe T de la Royal Navy. Vickers li va col·locar la quilla a Barrow-in-Furness i avarat el 1938. El vaixell es va perdre en trànsit el 1942, amb una tripulació de 64 persones, i el seu destí es desconeixia fins que el derelicte va ser redescobert el juny de 2023.

## Carrera
A l'inici de la Segona Guerra Mundial, el Triumph era membre de la 2a Flotilla Submarina. Del 26 al 29 d'agost de 1939, la flotilla es va desplegar a les seves bases de guerra a Dundee i Blyth.

### Aigües locals
El 26 de desembre de 1939, el Triumph va colpejar una mina alemanya al mar del Nord. Va perdre 18 peus (5,5 m) de la proa quan va ser volat. El seu casc de pressió també va ser danyat, però els seus torpedes no van detonar. Va aconseguir tornar a casa sota la protecció d'avions de caça i destructors, i va estar en reparació a Chatham Dockyard fins al 27 de setembre de 1940.

### Mediterrània
Operant a la Mediterrània des de principis de 1941, el Triumph va enfonsar els mercants italians Marzamemi, Colomba Lofaro, Ninfea, Monrosa, els patrullers auxiliars italians V 136 / Tugnin F, Valoroso, V 190 / Frieda i el V 137 / Trio Frassinetti, i el vaixell de salvament Hercules, el mercant alemany Luvsee i els velers grecs Panagiotis i Aghia Paraskevi. També va danyar el creuer mercant armat italià Ramb III , els petrolers italians Ardor i Poseidone, el mercant italià Sidamo i el mercant alemany Norburg.
El juny de 1941 va enfonsar el submarí italià Salpa prop del nord d'Egipte.

### Enfonsament i descoberta
El Triumph' també es va utilitzar per a operacions encobertes, com ara de desembarcament d'agents a les zones ocupades pels alemanys. Es planejava que fos utilitzat com a cita per als comandos a l'operació Colossus, però va haver-se de cancel·lar quan el lloc de desembarcament es va fer insostenible. Va emprendre una d'aquestes missions el desembre de 1941, en la qual va desembarcar amb èxit agents a Antíparos, Grècia, el dia 30. No va poder recollir els agents tal com estava previst el 9 de gener, i probablement es va perdre per una col·lisió amb una mina. Es van perdre els seixanta-quatre tripulants. Es va col·locar una placa commemorativa al vaixell i als seus membres de la tripulació perduts a l'Església de Tots Sants, Lindfield, West Sussex.
El juny de 2023, els investigadors grecs liderats per Kostas Thoktaridis van descobrir el submarí perdut al mar Egeu a una profunditat de 203 metres. El submarí descansa al fons marí del mar obert amb una inclinació de 8 graus a estribord, a desenes de quilòmetres de les costes de Sounion. Els periscopis baixat i les escotilles segellades testifiquen que el Triumph es trobava en una immersió profunda durant els seus últims moments. Les pales d'immersió i el timó estan en posició recta, cosa que indica que es trobava a una profunditat constant.